# アンネの日記破損事件
アンネの日記破損事件（アンネのにっきはそんじけん）は、2014年2月に東京都内の図書館などでアンネ・フランクに関する書籍が破られた事件。警視庁における事件名はアンネ・フランク関連図書を狙った連続器物損壊事件。

## 事件
| 自治体・店名   | 被害館・店数 | 被害冊数 |
| -------------- | ------------ | -------- |
| 杉並区         | 11館         | 121冊    |
| 中野区         | 5館          | 54冊     |
| 練馬区         | 9館          | 44冊     |
| 新宿区         | 3館          | 39冊     |
| 豊島区         | 3館          | 12冊     |
| 武蔵野市       | 2館          | 17冊     |
| 西東京市       | 3館          | 10冊     |
| 東久留米市     | 4館          | 13冊     |
| 横浜市         | 2館          | 2冊      |
| ジュンク堂書店 | 1店          | 8冊      |

2014年2月20日、東京都内の公立図書館が所蔵する『アンネの日記』とその関連図書が何者かによってページを破られる被害に遭っていたことが判明した。
被害に遭ったのはいずれも東京23区北西部とそれに隣接する多摩北部の図書館で、杉並区・中野区・練馬区・新宿区・豊島区・武蔵野市・西東京市・東久留米市にある公立図書館が所蔵する『アンネの日記』やその研究本、ホロコースト関連書籍などで、一般書・児童書・外国語本など幅広いジャンルに及んだ。なお、中にはいずれも一部のページをカッターや手でちぎり取るような形で損壊されており、このうち豊島区では2013年2月の時点で破損が発見されていた。
この事件を受けて各自治体は器物損壊容疑での被害届を警視庁に提出し、警備員や職員による巡回を強化する一方、一部の都立図書館では『アンネの日記』の開架を取り止める動きも見られた。
また後に、神奈川県横浜市の横浜市中央図書館と神奈川図書館（神奈川区）、ジュンク堂書店池袋本店でも同様の被害があったことが判明した。

### 捜査
警視庁捜査一課は杉並警察署に本件に関する特別捜査本部を設置、本格的捜査を開始。3月14日、杉並区の区立南荻窪図書館で関連本23冊を破った器物損壊容疑で当時36歳の東京都小平市の無職の男を逮捕した。同年4月4日に杉並区荻窪の中央図書館で関連本20冊を破った器物損壊容疑で再逮捕された。
捜査関係者によると、2月19日と22日に手塚治虫の写真が添えられた上で「こんにちは、手塚治虫です。アシスタントとゴーストライターは違います。佐村河内守と一緒にしないで」などと意味不明の文言が手書きされたビラを貼りつける目的で被害のあったジュンク堂書店池袋本店に立ち入った建造物侵入容疑で3月7日に逮捕した際に、男がアンネ関連の書籍を破ったことを自供したという。男は「破った本の紙片は捨てた」と供述し、供述通りの場所から紙片が見つかったことから秘密の暴露と判断され、器物損壊容疑での逮捕につながった。また、男は「アンネ自身が書いたものではないと批判したかった」と犯行動機を語っている。また、2013年の2月や5月にも同様の犯行を行っていたという。
男は「防犯カメラに映らないように位置を確認していた」「自転車で移動した」と供述している。また、男は都内38図書館での関与を認める供述をしているが、横浜市の図書館での被害については関与を否定しているという。
男は精神科への通院歴があり、逮捕時から意味不明な供述を繰り返している。刑事責任能力に問題があったため、本件の器物損壊罪での逮捕以降も男に対する匿名報道が続いた。3月19日の第186回国会・衆議院内閣委員会において、古屋圭司国家公安委員長は「（逮捕された男は）日本国籍である」と答弁している。4月16日から6月16日まで専門家による精神鑑定が実施されていた。
6月20日、東京地方検察庁は被疑者が犯行当時に心神喪失の状態にあったとして不起訴とした。東京地検は「人種差別的な思想に基づくとは認められなかった」としている。

### 反響とその後
菅義偉内閣官房長官は2月21日の記者会見で本件について「わが国として受け入れられるものではない。極めて遺憾なことであり、恥ずべきことだ」と述べた。下村博文文部科学大臣は2月28日の記者会見で本件について「断固許されるべきことでない」と非難している。
国外ではオランダ・アムステルダムの博物館「アンネ・フランクの家」が「ショックを受けており、詳細な事実を知りたい」とのコメントを出したほか、ユダヤ系団体のサイモン・ウィーゼンタール・センターは、事件はホロコーストに関する記憶を侮辱する組織的な試みであると非難し、捜査と実行者の特定を求める声明を発表した。
日本政府は4月8日、鈴木貴子議員の質問趣意書に対して、犯人の逮捕後の3月14日に古屋圭司国家公安委員会委員長から駐日イスラエル大使に対し、被疑者の逮捕等について連絡を行ったことを明らかにした。また4月22日に日本政府は、鈴木議員からの再質問への答弁において、在外公館を通じて被疑者の逮捕および警察機関により捜査を進めていることを各国の政府関係者、ユダヤ系団体、有識者及び報道関係者に対して説明していると明らかにしたものの、団体名や説明の詳細については説明しなかった。
被害を受けた図書館に対し、駐日イスラエル大使館、日本ユダヤ教団が約300冊のアンネやホロコーストに関する書籍の寄贈を行ったほか、アンネ・フランク財団も図録とアンネの隠れ家の模型を寄贈した。また個人からの寄贈も相次いでおり、「杉原千畝」や「キュアハッピー 星空みゆき」（アニメ『スマイルプリキュア!』の主人公）の仮名を名乗っての寄贈もなされている。
兵庫県神戸市の11の図書館では、この事件を受け『アンネの日記』や関連書籍を並べた「アンネコーナー」を設けた。神戸市立中央図書館によれば、このようなケースは珍しいという。
メディア史学者の佐藤卓己は、マスメディアが本件の犯人像や動機が不明な段階から「ネオナチによる犯行」「日本の右傾化が背景」などと画一的な報道を行ったとして、ウォルター・リップマンの『世論』を引用しつつ批判している。ただし佐藤は「図書の破損はそれが何であれ厳しく追及されるべき犯罪」と述べ、事件の行為が犯罪であるとの認識ではメディアの論調に同調している。
安倍晋三内閣総理大臣は、3月23日にアムステルダムのアンネ・フランクの家を訪問し、今般の事件に際して「大変残念で、二度と起こらないように希望する」と語り、「アンネ・フランクの家」から日本の図書館に対して同館の図録・模型の寄贈を受けたことに対して深く感謝していることを伝えている。